# Futbol'nyj Klub Arsenal Tula 2015-2016
Questa voce raccoglie rosa, risultati e statistiche dell'Arsenal Tula nella stagione 2015-2016.

## Stagione
Dopo la retrocessione della precedente stagione la squadra tornò immediatamente in massima serie, concludendo il campionato al secondo posto alle spalle del Gazovik Orenburg.
In coppa fu immediatamente estromesso dal Tambov.

## Rosa
| N. |                       | Ruolo | Calciatore         |
| -- | --------------------- | ----- | ------------------ |
| 2  | Russia (bandiera)     | D     | Ivan Ershov        |
| 4  | Russia (bandiera)     | D     | Dmitri Aydov       |
| 5  | Russia (bandiera)     | D     | Anri Chaguš        |
| 9  | Montenegro (bandiera) | A     | Goran Vujović      |
| 10 | Ucraina (bandiera)    | C     | Vitalij Fedotov    |
| 11 | Russia (bandiera)     | C     | Aleksey Bazanov    |
| 14 | Russia (bandiera)     | C     | Sergej Maslov      |
| 16 | Russia (bandiera)     | P     | Sergej Kotov       |
| 17 | Russia (bandiera)     | C     | Kantemir Berchamov |
| 19 | Russia (bandiera)     | A     | Artem Dudolev      |
| 20 | Russia (bandiera)     | C     | Vadim Steklov      |

| N. |                   | Ruolo | Calciatore           |
| -- | ----------------- | ----- | -------------------- |
| 23 | Russia (bandiera) | D     | Igor Kaleshin        |
| 24 | Russia (bandiera) | C     | Dmitri A. Smirnov    |
| 27 | Russia (bandiera) | C     | Sergey Ignatjev      |
| 28 | Russia (bandiera) | C     | Vladislav Ryzhkov    |
| 33 | Russia (bandiera) | P     | Igor Kot             |
| 47 | Russia (bandiera) | D     | Nikita Sorokin       |
| 54 | Russia (bandiera) | C     | Aleksandr Zakarlyuka |
| 71 | Russia (bandiera) | D     | Aleksandr Denisov    |
| 88 | Russia (bandiera) | C     | Andrej Ljach         |
| 91 | Russia (bandiera) | P     | Aleksey Skornyakov   |
| 99 | Russia (bandiera) | C     | Dmitri Starodub      |

## Risultati

### Campionato
| Tula 11 luglio 2015 1ª giornata | Arsenal Tula | 2 – 1 referto | Bajkal Irkutsk | Stadio Arsenal |

| San Pietroburgo 15 luglio 2015 2ª giornata | Zenit-2 | 2 – 2 referto | Arsenal Tula | SK Petrovskij (MSA) |

| Tula 20 luglio 2015 3ª giornata | Arsenal Tula | 0 – 0 referto | Torpedo Armavir | Stadio Arsenal |

| Tula 27 luglio 2015 4ª giornata | Arsenal Tula | 3 – 1 referto | Tosno | Stadio Arsenal |

| Tomsk 3 agosto 2015 5ª giornata | Tom' Tomsk | 1 – 3 referto | Arsenal Tula | Trud Stadium |

| Tula 10 agosto 2015 6ª giornata | Arsenal Tula | 0 – 3 referto | Gazovik Orenburg | Stadio Arsenal |

| Jaroslavl' 17 agosto 2015 7ª giornata | Šinnik | 0 – 4 referto | Arsenal Tula | Stadio Šinnik |

| Tula 23 agosto 2015 8ª giornata | Arsenal Tula | 1 – 1 referto | Volgar' Astrachan' | Stadio Arsenal |

| Krasnojarsk 31 agosto 2015 9ª giornata | Enisej | 0 – 2 referto | Arsenal Tula | Stadio Centrale |

| Tula 7 settembre 2015 10ª giornata | Arsenal Tula | 1 – 2 referto | Tjumen' | Stadio Arsenal |

| Tula 14 settembre 2015 11ª giornata | Arsenal Tula | 1 – 0 referto | Luč-Ėnergija | Stadio Arsenal |

| Tula 20 settembre 2015 12ª giornata | Arsenal Tula | 1 – 0 referto | SKA-Ėnergija | Stadio Arsenal |

| Saratov 28 settembre 2015 13ª giornata | Sokol Saratov | 1 – 1 referto | Arsenal Tula | Stadio Lokomotiv |

| Tula 4 ottobre 2015 14ª giornata | Arsenal Tula | 1 – 0 referto | Volga Nižnij Novgorod | Stadio Arsenal |

| Novosibirsk 11 ottobre 2015 15ª giornata | Sibir' | 3 – 0 referto | Arsenal Tula | Spartak Stadium |

| Tula 15 ottobre 2015 16ª giornata | Arsenal Tula | 1 – 0 referto | Baltika | Stadio Arsenal |

| Nižnekamsk 19 ottobre 2015 17ª giornata | KAMAZ | 0 – 1 referto | Arsenal Tula | Stadio Neftechimik |

| Tula 26 ottobre 2015 18ª giornata | Arsenal Tula | 4 – 1 referto | Spartak-2 Mosca | Stadio Arsenal |

| Voronež 1º novembre 2015 19ª giornata | Fakel Voronež | 3 – 1 referto | Arsenal Tula | Central'nyj stadion profsojuzov |

| Tula 8 novembre 2015 20ª giornata | Arsenal Tula | 2 – 1 referto | Zenit-2 | Stadio Arsenal |

| Armavir 15 novembre 2015 21ª giornata | Torpedo Armavir | 1 – 3 referto | Arsenal Tula | Stadion Junost' |

| San Pietroburgo 20 novembre 2015 22ª giornata | Tosno | 2 – 3 referto | Arsenal Tula | SK Petrovskij (MSA) |

| Tula 25 novembre 2015 23ª giornata | Arsenal Tula | 1 – 2 referto | Tom' Tomsk | Stadio Arsenal |

| Orenburg 29 novembre 2015 24ª giornata | Gazovik Orenburg | 4 – 1 referto | Arsenal Tula | Stadio Gazovik |

| Tula 12 marzo 2016 25ª giornata | Arsenal Tula | 4 – 1 referto | Šinnik | Stadio Arsenal |

| Astrachan' 16 marzo 2016 26ª giornata | Volgar' Astrachan' | 1 – 1 referto | Arsenal Tula | Stadio Centrale |

| Tula 20 marzo 2016 27ª giornata | Arsenal Tula | 2 – 0 referto | Enisej | Stadio Arsenal |

| Tjumen' 27 marzo 2016 28ª giornata | Tjumen' | 1 – 2 referto | Arsenal Tula | Stadio Geolog |

| Vladivostok 3 aprile 2016 29ª giornata | Luč-Ėnergija | 0 – 0 referto | Arsenal Tula | Stadio Dinamo |

| Chabarovsk 7 aprile 2016 30ª giornata | SKA-Chabarovsk | 0 – 1 referto | Arsenal Tula | Stadion SKA DVO im. V. I. Lenina |

| Tula 11 aprile 2016 31ª giornata | Arsenal Tula | 0 – 0 referto | Sokol Saratov | Stadio Arsenal |

| Nižnij Novgorod 18 aprile 2016 32ª giornata | Volga Nižnij Novgorod | 1 – 2 referto | Arsenal Tula | Stadio Lokomotiv |

| Tula 25 aprile 2016 33ª giornata | Arsenal Tula | 3 – 1 referto | Sibir' | Stadio Arsenal |

| Kaliningrad 2 maggio 2016 34ª giornata | Baltika | 1 – 4 referto | Arsenal Tula | Stadio Baltika |

| Tula 6 maggio 2016 35ª giornata | Arsenal Tula | 1 – 0 referto | KAMAZ | Stadio Arsenal |

| Mosca 10 maggio 2016 36ª giornata | Spartak-2 Mosca | 1 – 2 referto | Arsenal Tula | CUSK Spartak |

| Tula 15 maggio 2016 37ª giornata | Arsenal Tula | 1 – 0 referto | Fakel Voronež | Stadio Arsenal |

| Irkutsk 21 maggio 2016 38ª giornata | Bajkal Irkutsk | 0 – 2 referto | Arsenal Tula | Trud Stadium |

### Coppa di Russia
| Tambov 26 agosto 2015 Quarto turno | Tambov | 1 – 0 referto | Arsenal Tula | Stadio centrale Spartak |